# Feliniopsis quadrispina
Feliniopsis quadrispina là một loài bướm đêm trong họ Noctuidae.